# Station Gillingham (Kent)
Gillingham (Kent) is een spoorwegstation van National Rail in Gillingham, Medway in Engeland. Het station is eigendom van Network Rail en wordt beheerd door Southeastern. 